# José Antonio Villanueva Trinidad
José Antonio Villanueva Trinidad (Madrid, 3 de febrero de 1979) es un deportista español que compitió en ciclismo en la modalidad de pista, especialista en las pruebas de velocidad por equipos y keirin.
Ganó tres medallas en el Campeonato Mundial de Ciclismo en Pista entre los años 2000 y 2004.
Participó en dos Juegos Olímpicos de Verano, en Sídney 2000 ocupó el sexto lugar en velocidad individual y el noveno en velocidad por equipos, en Atenas 2004 obtuvo el séptimo lugar en velocidad por equipos y el noveno en velocidad individual.
En los Juegos Paralímpicos de Londres 2012, haciendo tándem con el ciclista ciego José Enrique Porto, obtuvo la medalla de plata en la prueba de un kilómetro y la de bronce en persecución (velocidad en tándem).

## Medallero internacional
| Campeonato Mundial | Campeonato Mundial       | Campeonato Mundial | Campeonato Mundial    |
| Año                | Lugar                    | Medalla            | Competición           |
| ------------------ | ------------------------ | ------------------ | --------------------- |
| 2000               | Mánchester (Reino Unido) | Medalla de bronce  | Velocidad por equipos |
| 2002               | Ballerup (Dinamarca)     | Medalla de plata   | Keirin                |
| 2004               | Melbourne (Australia)    | Medalla de plata   | Velocidad por equipos |